# 水俣市立袋小学校
水俣市立袋小学校（みなまたしりつ ふくろしょうがっこう）は、熊本県水俣市袋にある小学校。

## 沿革
- 1872年（明治5年）- 袋小学校創立
- 1886年（明治19年）- 水俣尋常高等小学校袋分校に改称
- 1892年（明治25年）- 袋尋常小学校として独立。
- 1906年（明治39年）- 長崎分教場設置。
- 1929年（昭和4年）- 長崎分教場廃止。
- 1941年（昭和16年）- 袋国民学校に改称
- 1947年（昭和22年）- 葦北郡水俣町立袋小学校に改称
- 1949年（昭和24年）- 水俣市立袋小学校に改称

## 歴代校長
- 1881年（明治14年）- 初代校長
- - 第  代校長 山本有三